# Ipnosi stradale

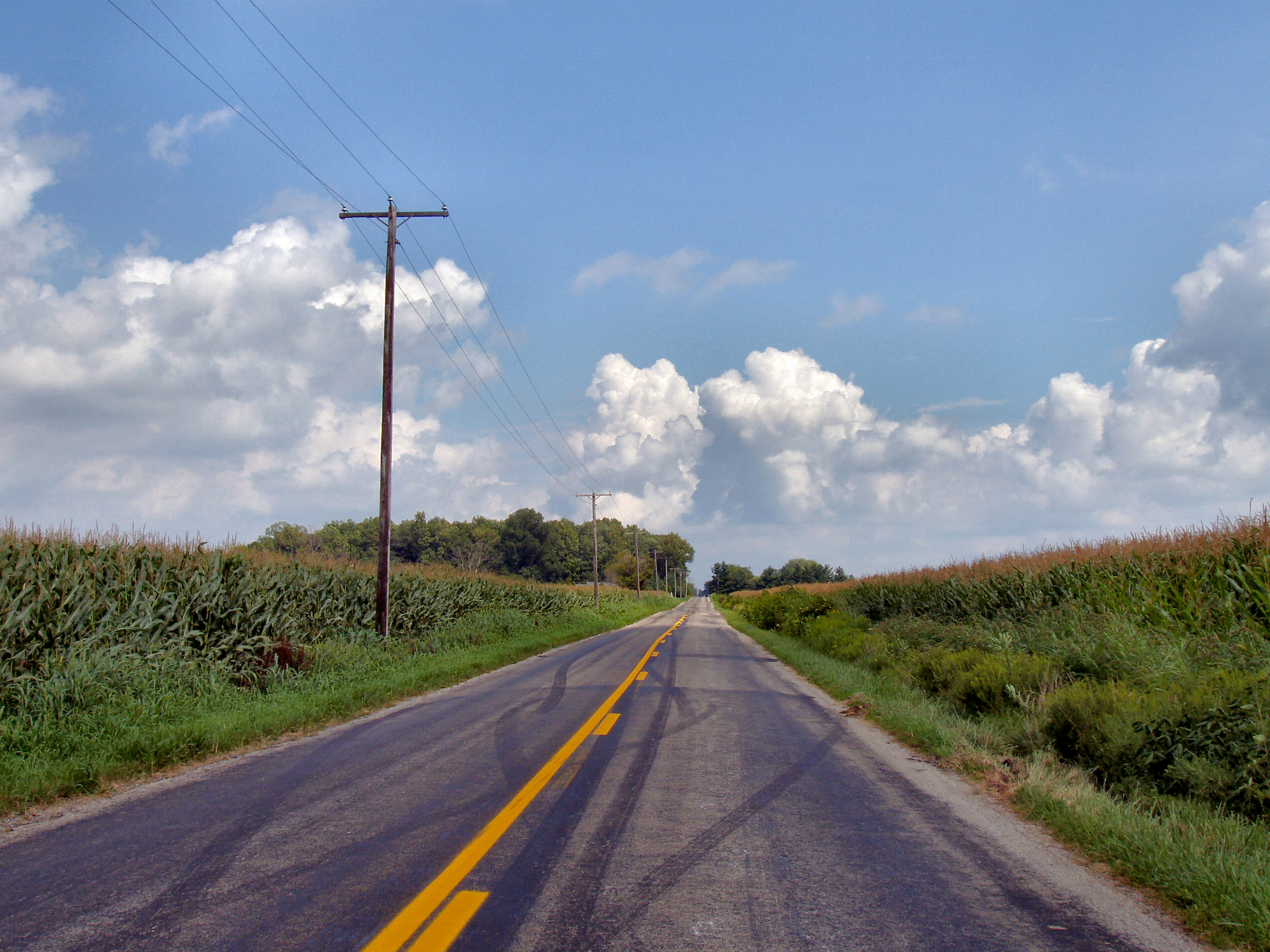
È possibile cadere in ipnosi stradale in strade come questa.

L'ipnosi stradale è uno stato mentale nel quale una persona riesce a guidare un automezzo per grandi distanze, rispondendo in modo corretto e sicuro agli eventi esterni pur non riconoscendo di averlo fatto in maniera volontaria.  In questo stato, la parte cosciente del guidatore appare focalizzata altrove, seppur nella condizione, almeno apparente, di elaborare la mole di informazioni richieste per guidare in maniera sicura. L'ipnosi stradale è una manifestazione del comune processo di automatizzazione, nel quale la parte cosciente e la parte incosciente sono in grado di concentrarsi su cose diverse.
Il concetto di “ipnosi stradale” è stato descritto per la prima volta in un articolo del 1921 che descriveva il fenomeno come una guida in stato di trance, con gli occhi fissi in direzione di un punto fermo. Del fenomeno si è occupato, in seguito, anche uno studio del 1929, Sleeping with the eyes open di Walter Miles, nel quale si ipotizzava la possibilità, per i guidatori, di "dormire con gli occhi aperti". L'idea che alcuni incidenti, altrimenti inspiegabili, fossero causati da tale fenomeno, divenne diffusa negli anni '50. Sulla scia delle teorie di Ernest Hilgard (1986, 1992), ovvero che l'ipnosi altro non è che uno stato alterato di coscienza, alcuni teorici ritengono che la coscienza può sviluppare una dissociazione ipnotica. Nell'esempio dell'ipnosi stradale, un flusso di coscienza sta guidando la macchina mentre un altro flusso si sta confrontando con altro. Può svilupparsi perfino un'amnesia parziale o completa per la coscienza dissociata che ha guidato l'automezzo.